# Lifestylez ov da Poor & Dangerous (album)
Lifestylez ov da Poor & Dangerous este albumul de debut al artistului New Yorkez Big L. A fost scos pe piață de Columbia Records pe 28 martie 1995 și este singurul album de studio scos de Big L in timpul vieții.

## Informații despre album
Discul este remarcabil prin faptul că el conține majoritatea metaforelor și poantelor lui Big L, care au fost foarte aclamate în rândul fanilor hip-hop din suburbii. Titlul albumului este inspirat dintr-un serial TV din anii 1984-95, Lifestyles of the Rich and Famous.

## Lista pieselor
| Nr. | Titlu                               | Producător   | Artiști                                                                    |
| --- | ----------------------------------- | ------------ | -------------------------------------------------------------------------- |
| 1   | "Put It On"                         | Buckwild     | Big L Kid Capri                                                            |
| 2   | "MVP"                               | Lord Finesse | Big L                                                                      |
| 3   | "No Endz, No Skinz"                 | Showbiz      | Big L                                                                      |
| 4   | "8 Iz Enuff"                        | Buckwild     | Big L Terra Herb McGruff Buddah Bless Twan Killa Kam Trooper J Mike Boogie |
| 5   | "All Black"                         | Lord Finesse | Big L                                                                      |
| 6   | "Danger Zone"                       | Buckwild     | Big L McGruff                                                              |
| 7   | "Street Struck"                     | Lord Finesse | Big L                                                                      |
| 8   | "Da Graveyard"                      | Buckwild     | Big L Lord Finesse Microphone Nut Jay-Z Party Arty Grand Daddy I.U.        |
| 9   | "Lifestylez ov da Poor & Dangerous" | Lord Finesse | Big L                                                                      |
| 10  | "Timez Is Hard"                     | Buckwild     | Big L                                                                      |
| 11  | "I Don't Understand It"             | Showbiz      | Big L                                                                      |
| 12  | "Fed Up wit the Bullshit"           | Lord Finesse | Big L                                                                      |
| 13  | "Let 'Em Have It "L""               | Craig Boogie | Big L                                                                      |
| 14  | "Devil's Son"                       | Showbiz      | Big L                                                                      |